# Народний фронт Латвії

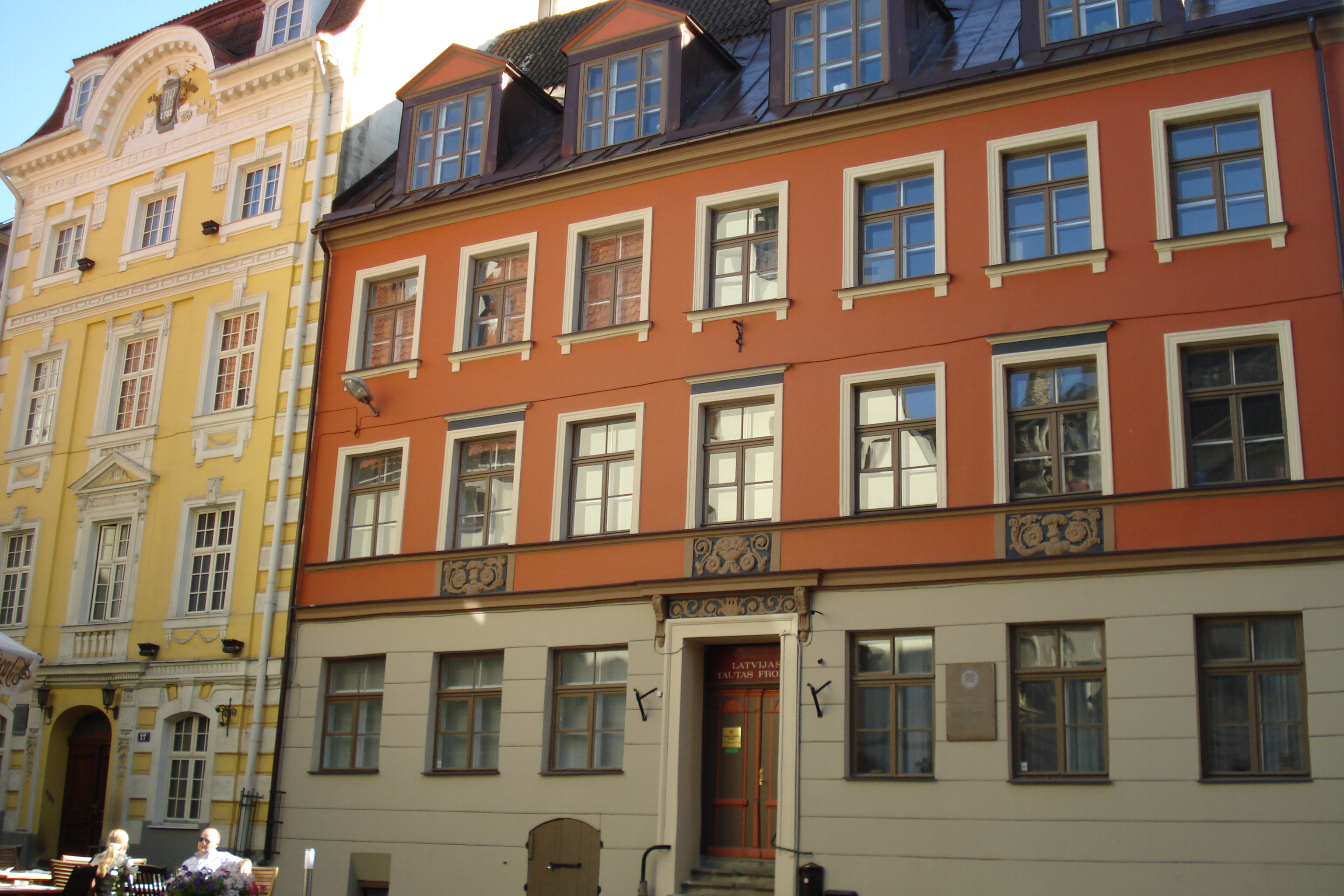
Музей Народного фронту Латвії

Народний фронт Латвії, скорочено Народний фронт або НФЛ (латис. Latvijas Tautas fronte, LTF) — політичний рух в Латвії в 1988–1993 роках. Виступав за відновлення незалежності Латвії та ринкові реформи. Перший голова НФЛ — Дайніс Іванс, другий — Ромуальдас Ражукас, третій — Улдіс Аугсткалнс.